# Біологічна зброя

Знак біологічної небезпеки, яким маркується біологічна зброя.

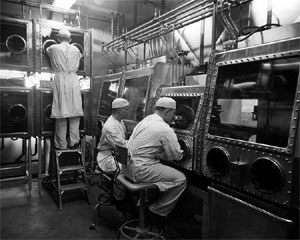
Центр розробки та випробування біологічної зброї (40-ві роки XX століття, Форт Детрік, Меріленд, США

Біологічна зброя (англ. biological weapons) — зброя, яка забезпечує навмисний вплив на об'єкт, проти якого її застосовують, за допомогою інфікування патогенними мікроорганізмами та іншими біологічними агентами, включаючи віруси, інфекційні нуклеїнові кислоти і пріони. Ця зброя може бути використана для ураження людей, тварин і рослин. Патогенність деяких з цих біологічних агентів може бути обумовлена токсичними речовинами, які вони виробляють самі. Такі токсини самі по собі можуть іноді бути виділені в чистому виді й використані як зброя. У цьому випадку вони досягають своєї мети в результаті не інфікування, а токсичності, тому вони підпадають також і під визначення хімічної зброї (Конвенції про заборону хімічної зброї), навіть якщо за змістом Конвенції про заборону біологічної зброї вони визначені також біологічною зброєю. Мікроорганізми не є єдиними формами життя, які можуть виробляти токсини. Конвенція про заборону біологічної зброї — в тих випадках, коли в ній мова йде про токсини, — має на увазі під ними токсичні речовини, що виробляються будь-яким живим організмом, навіть в тих випадках, коли такі речовини отримують іншим способом, включаючи хімічний синтез.

## Переліки біологічних агентів, що є біологічною зброєю
Переліки біологічних агентів, що є біологічною зброєю надано в:
1. Настанові Всесвітньої організації охорони здоров'я (ВООЗ) «Заходи системи громадської охорони здоров'я у відповідь на загрозу застосування біологічної та хімічної зброї»;[3]
2. Частині I. «Біологічні агенти» списку товарів подвійного використання, що можуть бути використані у створенні бактеріологічної (біологічної) та токсинної зброї:

- I.1. Патогени, небезпечні для людини, та токсини
- I.1.a. віруси (37 позицій)
- I.1.b. рикетсії (4)
- I.1.c. бактерії (15)
- I.1.d. токсини та їх компоненти (19)
- I.1.e. гриби
- I.1.f. генетичні елементи та генетично модифіковані організми (2)
- I.2. Патогени, небезпечні для тварин
- I.2.a. віруси (17 позицій)
- I.2.b. бактерії (2)
- I.2.c. генетичні елементи та генетично модифіковані організми (1)
- I.3. Патогени, небезпечні для рослин
- I.3.a. віруси (2 позиції)
- I.3.b. бактерії (5)
- I.3.c. мікроскопічні гриби (5)
- I.3.d. генетичні елементи та генетично модифіковані організми (1)[4]

Із відомих на сьогодні багатьох збудників інфекційних захворювань та їх токсинів у військових діях можна використати більше тридцяти, до прикладу: чума, натуральна віспа, сибірка, туляремія, ботулотоксин, тощо.

## Настанова ВООЗ
Настанова ВООЗ «Заходи системи громадської охорони здоров'я у відповідь на загрозу застосування біологічної та хімічної зброї» 2004 року має п'ять основних розділів і 7 технічних додатків. Після введення доповідь починається з розгляду питання про те, як оцінювати загрози біологічної зброї системам охорони здоров'я. Це обговорення включає розгляд технологічних удосконалень, наукових досягнень і основних параметрів для оцінки загроз.
Другий розділ стосується біологічних агентів, які можуть бути застосовані, і охоплює: типи агентів; можливі способи їх поширення; шляхи впливу; характеристики агентів; і можливі наслідки застосування цих агентів.
Третій розділ охоплює підготовленість систем охорони здоров'я і відповідні заходи й включає: принципи оцінки ризику, а також тематичні дослідження власне нападів і заходів у відповідь, яких вони потребували.
Четвертий розділ розбирає особливості нормативно-правого забезпечення та включає відомості щодо Женевського протоколу 1925 р.; Конвенції про біологічну зброю 1972 р. і Конвенції про хімічну зброю 1993 року.
Заключний розділ наводить відомості включає інформацію щодо діяльності у цій сфері Організації Об'єднаних Націй (ООН), Організації з заборони хімічної зброї; Конвенції про біологічну зброю, ВООЗ, Продовольчої та сільськогосподарської організації ООН, Всесвітньої організації охорони здоров'я тварин і неурядових організацій.
Додатки охоплюють:
- детальнішу інформацію про хімічних агентів (додаток 1), токсини (додаток 2), біологічних агентів (додаток 3);
- принципи захисту (додаток 4), такі, як заходи по зменшенню ризику, індивідуальний захист, колективний захист, а також приклад застосування принципів управління ризиками до проблеми потенційно зараженої пошти;
- запобіжні заходи на випадок диверсії проти систем постачання питної води, харчовими продуктами та іншими товарами (додаток 5);
- інформаційні ресурси (додаток 6);
- участь держав-членів ВООЗ в міжнародних договорах з біологічного та хімічної зброї (додаток 7).[5]

## Дослідження СІПРІ з проблем скорочення загроз безпеки від біологічних матеріалів
Починаючи з 2010 року щорічники Стокгольмського міжнародного інституту досліджень проблем миру (Stockholm International Peace Research Institute) включають окрему главу, що присвячується проблемам скорочення загроз безпеки від хімічних та біологічних матеріалів: